# Градсков
Градсков или Градсково (на сръбски: Градсково или Gradskovo) е село в Зайчар, Сърбия. Населението му е 594 души (2002).

## История
Селото има предимно влашко население. От 1878 година е на територията на България. Според Ньойския мирен договор Градсков заедно с още няколко села около долното течение на Тимок са включени в състава на Кралството на сърби, хървати и словенци, което по-късно е преименувано на Кралство Югославия. След подписването на Ньойския договор част от жителите му се изселват в съседство на българска територия и образуват ново село, наречено Градсковски колиби. За кратко по времето на Втората световна война Градсков е под българско управление.